# Silas (Bibel)
Silas (Σιλᾶς), auch Silvanus (Σιλουανός) genannt, war ein Mitarbeiter der Apostel Paulus und Petrus und lebte im 1. Jahrhundert nach Christus.

## Leben
Silas war Judenchrist und Mitglied der ersten Gemeinde in Jerusalem. Nach dem dortigen Apostelkonzil wurde Silas, als ein angesehener Mann der Gemeinde, dazu bestimmt, mit Paulus zurück nach Antiochia zu reisen, um der Gemeinde die Beschlüsse des Konzils zu übermitteln (Apg 15,22 ). Er kehrte nach einiger Zeit nach Jerusalem zurück (Apg 15,33 ).
Später nahm Paulus Silas als Begleiter zu seiner zweiten Missionsreise mit, nachdem er (Paulus) sich nach einer Auseinandersetzung von Barnabas getrennt hatte (Apg 15,40 ). Während des Aufenthalts in Philippi wird Silas zusammen mit Paulus ins Gefängnis gesperrt (Apg 16,23–24 ). Die Wege von Silas und Paulus trennen sich vorläufig in Beröa. Paulus muss wegen eines Aufruhrs weiterreisen, während Silas zusammen mit Timotheus, einem anderen Mitarbeiter Paulus’, in Beröa zurückbleibt (Apg 17,14 ). Dietrich-Alex Koch vermutet, dass Silas dann nach Philippi gesandt wurde, während Timotheus nach Thessaloniki ging (1 Thess 3,1–6 ). In Korinth trifft Silas wieder mit Paulus zusammen (Apg 18,5 ). Danach wird er nicht mehr im Zusammenhang mit Paulus erwähnt.
Wie es Silas weiter ergangen ist, lässt sich nicht sicher rekonstruieren. Im ersten Petrusbrief wird ein Silvanus als Sekretär erwähnt, der den Brief für Petrus aufgesetzt habe (1 Petr 5,12 ). Geht man von der Echtheit dieses Briefes und der Aussage im Briefschluss aus und identifiziert man Silas mit diesem Silvanus, so ließe dieser Vers darauf schließen, dass Silas nicht nur für Paulus, sondern zu gewissen Zeiten auch für den Apostel Petrus gearbeitet hat.
Unter den Texten der Nag-Hammadi-Bibliothek findet sich eine koptische Schrift mit dem Titel Die Lehren des Silvanus (NHC VII,4). Diese Schrift wurde aber höchstwahrscheinlich erst im 2. oder 3. Jahrhundert in Alexandria verfasst und lässt sich daher nicht auf den im Neuen Testament erwähnten Silas zurückführen. Sie ist vielmehr unter die breite Kategorie der pseudepigraphischen Schriften einzuordnen, die in der Nag-Hammadi-Bibliothek häufig zu finden sind.

## Mitarbeit und Dienst
Obwohl Silas im Neuen Testament nur an 16 Stellen erwähnt wird, kann man aus diesen wenigen Stellen dennoch eine breite Palette an Formen der Mitarbeiten herausarbeiten:
- Gesandter der Jerusalemer Gemeinde (Apg 15,22.25 EU)
- Prediger, Prophet und Motivator (Apg 15,32 EU; 2 Kor 1,19 EU)
- Begleiter des Apostels Paulus auf seiner zweiten Missionsreise (Apg 15,40 EU)
- Mitverfasser verschiedener Briefe (1 Thess 1,1 EU; 2 Thess 1,1 EU; 1 Petr 5,12 EU)

## Gedenktage
- Evangelisch:
  - Evangelisch-Lutherische Kirche in Amerika: 26. Januar
  - Lutherische Kirche - Missouri-Synode: 10. Februar
- Katholisch: 13. Juli
- Orthodox: 4. Januar und 30. Juli
- Armenisch: 30. Juli, 9. April und 11. Oktober